# Realitos, Texas
Realitos, Texas (енгл. Realitos) насељено је место без административног статуса у америчкој савезној држави Тексас.

## Демографија
По попису из 2010. године број становника је 184, што је 25 (-12,0%) становника мање него 2000. године.
| Група             | 2000.       | 2010.       |
| Белци             | 15 (7,2%)   | 7 (3,8%)    |
| Афроамериканци    | 0 (0,0%)    | 0 (0,0%)    |
| Азијати           | 0 (0,0%)    | 0 (0,0%)    |
| Хиспаноамериканци | 194 (92,8%) | 176 (95,7%) |
| Укупно            | 209         | 184         |